# Touch In The Night
Touch In The Night – drugi singiel niemieckiego zespołu Silent Circle, promujący debiutancki album grupy - No. 1. Wydany w roku 1985 nakładem wytwórni Blow Up. Numer katalogowy: INT 110.580 (Maxi-singiel: INT 125.547).
To największy przebój zespołu, a zarazem jedna z najpopularniejszych piosenek nurtu eurodisco lat 80. XX wieku. Na niemieckiej liście przebojów uplasował się na 15. pozycji (1986 rok). Prawdziwym hitem okazał się w ZSRR, gdzie zajął 6. miejsce.

## Autorzy utworu
- kompozytor: Axel Breitung
- autorzy tekstu: Bernd Dietrich / Engelbert Simons / Axel Breitung
- aranżacja: Bernd Dietrich
- wokalista: Martin Tychsen
- produkcja: Bernd Dietrich i Engelbert Simons